# Machesney Park, Illinois
Machesney Park är en ort (village) i Winnebago County, i delstaten Illinois, USA. Enligt United States Census Bureau har orten en folkmängd på 23 392 invånare (2011) och en landarea på 32,8 km².